# ماركوس كريمر
ماركوس كريمر (بالإسبانية: Marcos Kremer) هو لاعب اتحاد الرغبي أرجنتيني، ولد في 30 يوليو 1997 في مدينة كونكورديا، انتري ريوس في الأرجنتين.

## وصلات خارجية
- ماركوس كريمر عل موقع إسبنسكروم (الإنجليزية)
- ماركوس كريمر على موقع ItsRugby.co.uk (الإنجليزية)